# Zona extinsă a Mării Negre
Zona extinsă a Mării Negre (acronim ZEMN) reprezintă un spațiu economic și politic, ce include pe lângă statele riverane  Mării Negre (Bulgaria, România, Ucraina, Rusia, Georgia și Turcia) și state aflate în proximitatea relativ apropiată a acesteia – Republica Moldova, Armenia, Azerbaidjan, fiind un spațiu de convergență al unor regiuni distincte, din punct de vedere al caracteristicilor proprii. Din perspectivă geografică, Zona Mării Negre este o regiune circumscrisă bazinului pontic localizată în Eurasia, în zona de contact dintre continentele european și asiatic. Din punct de vedere geopolitic, regiunea include spațiul aferent Mării Negre în care se manifestă interesele strategice ale actorilor geopolitici, fie ei state riverane ori alți actori ale căror interese se regăsesc în zonă și care au capabilitatea de a le susține.
Atractivitatea regiunii are la bază posibilitățile sale de acces la oceanul planetar, capitalul comercial și cel strategic. Ultimul se datorează atât poziției geografice a zonei, care se află la intersecția arealelor geopolitice ale Europei de Sud-Est, Orientului Mijlociu, Europei de Est si Caucazului, cât și caracterului de spațiu cu resurse naturale considerabile și de areal de tranzit energetic extrem important pentru Europa. Nu în ultimul rând, zona are valoare prin caracterul său de frontieră geopolitică, pretabilă de a influența securitatea internațională și prin condițiile sale favorabile proliferării criminalității transfrontaliere.
În ce privește actorii săi geopolitici, cei mai importanți din punct de vedere regional de-a lungul timpului s-au dovedit a fie Rusia și Turcia, în timp ce cei mai importanți care în momentul actual sunt fixați în regiune sunt Rusia și Statele Unite ale Americii. Un rol important revine și Organizației Tratatului Atlanticului de Nord, precum și Uniunii Europene.

## Delimitare
Prin Zona Mării Negre se înțelege spațiul circumscris teritoriilor statelor care au ieșire la Marea Neagră: Bulgaria, România, Ucraina, Rusia, Georgia și Turcia. Geografic este o regiune circumscrisă Mării Negre, localizată în Eurasia în zona de contact dintre continentele european și asiatic în proximitatea Orientului Mijlociu.
Din punct de vedere geopolitic, regiunea include spațiul aferent Mării Negre în care se manifestă interesele strategice ale actorilor geopolitici, fie ei state riverane ori alți actori ale căror interese se regăsesc în zonă și care au capabilitatea de a le susține. Statele riverane sunt diverse, distincte cultural, politic și economic și racordate de sisteme regionale diferite, cu mecanisme și fenomene distincte.
Pe de altă parte, Zona Extinsă a Mării Negre (acronim ZEMN) reprezintă un spațiu economic și politic, ce include pe lângă statele riverane și state aflate în proximitatea relativ apropiată a acesteia – Republica Moldova, Armenia, Azerbaidjan, fiind un spațiu de convergență al unor regiuni distincte din punct de vedere al caracteristicilor. Este de remarcat că în ce privește delimitarea regiunii, nu există încă un consens unanim din punct de vedere academic și politic.
ZEMN este un spațiu de frontieră în care se regăsesc frecvent tensiuni și dificultăți în ce privește cooperarea, existând percepția că  regiunea reprezintă un areal „strivit”, o „gaură neagră” sau o „zonă gri” în Eurasia, în raport cu Uniunea Europeană și spațiul euroatlantic. Se regăsește însă aici și conștientizarea faptului că efortul de a coopera estre necesar și implică beneficii pentru toate regiunile care vin în contact, în acest areal.

## Elemente de istorie

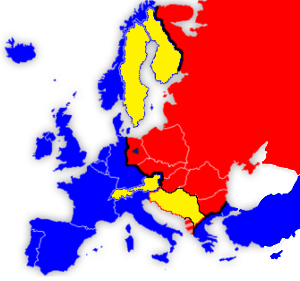
Europa înainte de 1989: cu albastru și roșu țările NATO și respectiv cele ale Pactului de la Varșovia, iar cu galben țările neutre. Cu negru este figurată Cortina de fier.

În perioada Războiului Rece, spațiul era împărțit între blocurile militare ale Organizației Tratatului Atlanticului de Nord și Pactului de la Varșovia, în timp ce în prezent, este subiect al reconfigurării în contextul restructurării polarității pe plan internațional, act în cadrul căruia, pe plan regional local SUA. (prin intermediul NATO), Rusia, Turcia si Uniunea Europeană au roluri semnificative..

## Caracteristici

### Elemente specifice
Elementele specifice regiunii, care o fac atractivă dincolo de limitele sale fizice, sunt:
- faptul că este unica poartă de acces la oceanul planetar pentru Bulgaria, România, Ucraina și Georgia.
- capitalul comercial
- capitalul strategic, zona, a cărei poziție geografică se află la intersecția arealelor geopolitice și geostrategice⁠(en)[traduceți] Europa de Sud-Est, Orientul Mijlociu, Europa de Est si Caucaz, oferind o poziție excelentă pentru proiecția puterii spre Orientul Mijlociu și Asia Centrală și fiind, de asemenea, un areal de confluență a patru culoare geopolitice majore: cel al al Mării Caspice, al Mării Egee, al Dunării și al Niprului
- poziția de punte de legătură între Asia Centrală, Europa de Est, Europa de Sud-Est, Mediterana de Est⁠(en)[traduceți] și Orientul Mijlociu
- rezervele de petrol și gaze naturale existente în Caucaz și Asia Centrală, care, au transformat regiunea într-o miză geostrategică
- sediu pentru traseele unor magistrale energetice existente sau propuse
- caracterul de a fi una dintre cheile Asiei Centrale și prin extensie, a Orientului Îndepărat.
- faptul că este un segment al traficului de droguri, al crimei organizate si al emigrației clandestine⁠(en)[traduceți] care vine dinspre China, Asia Centrală și Orientul Mijlociu și se orientează Europa Centrală și Europa de Vest
- faptul că reprezintă un spațiu cu probleme etnice și frontaliere multiple, cu potential mic de a putea fi rezolvate într-un viitor apropiat.

Cei mai importanți actori geopolitici fixați actual în regiune sunt Rusia și Statele Unite ale Americii, cei mai importanți actori regionali fiind de-a lungul timpului Rusia și Turcia. Un rol important revine și Organizației Tratatului Atlanticului de Nord, precum și Uniunii Europene.
Arealul este profund eterogen prin bazele sale culturale, de civilizație, istorice, politice, economice, sociale și religioase. În mod preponderent, este o zonă de contact a mai multor regiuni, fiind un subiect atât al unor inițiative de consolidare a relațiilor dintre statele sale, cât și de abordări distincte din perspectiva actorilor regionali (cu interese diferite sau antagonice). Trăsăturile sale fac arealul să aibă doar parțial, caracterul de complex de securitate regional (în mod practic o substructură nepermanentă dar durabilă a sistemului internațional de securitate, ce include state apropiate geografic a căror securitate este interdependentă, datorită tiparelor tiparelor istorice de tipul amiciție – inamiciție și cooperare – confruntare, stabilite în timp). Este de remarcat însă că teritoriile sale aparțin unor alte complexe de securitate, la baza cărora stau fie NATO și UE, în ce privește Grecia, Bulgaria, România și Turcia, fie Rusia în ce privește Republica Moldova, Ucraina și Georgia. Acest ultim aspect este însă sub influența forțelor de schimbare și s-ar putea considera spațiul un complex de securitate regional în curs de formare, în contextul reconfigurării polarității pe plan internațional.

### Spațiul al resurselor naturale și al tranzitului energetic
Marea Neagră reprezintă atât un spațiu cu resurse naturale considerabile, cât și un spațiu tranzitat de resursele de petrol și gaze din orientul Mijlociu și Rusia, sau de resursele din zona Mării Caspice ori a Asiei Centrale, fiind foarte important pentru alimentarea cu energie a Europei.
Datorită astfel rolului său în geopolitica energetică, este sediul unei competiții pentru resurse între Rusia, care încearcă să-și mențină monopolul ca exportator de hidrocarburi și statele europene, preocupate de a-și găsi surse alternative.

### Spațiu al frontierei și competiției
Natura ZEMN este aceea a unei regiuni de graniță, ceea ce o face atractivă pentru puterile aflate în competiție sau confruntare și care doresc să-și extindă influența asupra întregului areal, important atât în ce privește resursele naturale existente cât și al rolului său în ce privește riscurile si amenințările de securitate (de natură militară, politică, economică, ecologică și energetică). Aceste riscuri reprezintă principalul factor individualizant din punct de vedere geopolitic, al regiunii.
Circumscrise acestui complex sunt inițiative de genul celor ale UE, precum Politica Europeană de Vecinătate si Parteneriatul Estic (menite să creeze în vecinătatea sa imediată o sumă de state stabile si predictibile din punctul de
vedere al securității), ori politica „vecinătății apropiate” a Rusiei.
     Rusia
     Țările baltice
     Europa de Est
     Transcaucazia
     Asia Centrală
     1. Membrii NATO
     2. State semnatare a protocolului de admisie
     3. Planul de acțiune pentru aderare
     4. Parteneri cu oportunități îmbunătățite
     5. Planul de acțiuni individuale cu partenerii
     6. Parteneriatul pentru Pace
     Statele Uniunii Europene
     Agenda de extindere
     Parteneriatul Estic
     Parteneriatul Sudic
     Alți membri ai Uniunii Mediteraneene
     Membri curenți
     Foste state membre
     State candidate
     Potențiale state aplicante
     Potențiale state candidate neaplicante
     State care și-au retras aplicația de candidatură, membre ale AELS

### Spațiu al confluenței
Deși este un spațiu individualizat prin caracteristici de sine stătătoare, regiunea este în același timp și o zonă de confluență a altor regiuni.

### Spațiu al eterogenității

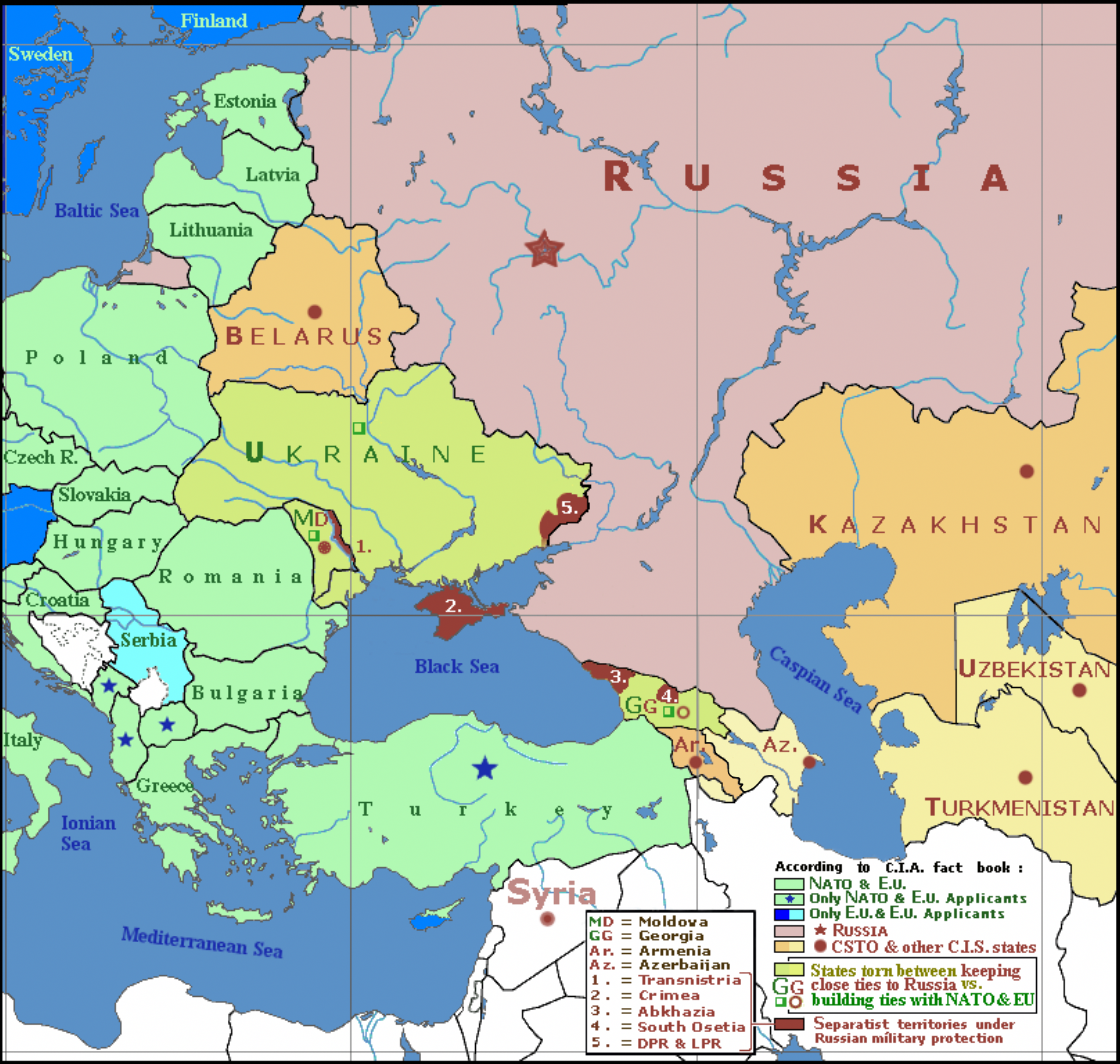
Geopolitica Europei de Est în anul 2022 înainte de Invazia Rusiei în Ucraina, arătând zonele cu conflicte înghețate din Transnistria, Crimea, Abhazia, Osetia de Sud și Donbas (numerele 1–5), precum și Republica Arțah (evidențiată cu culoare mai închisă în interiorul Azerbadjanului)

Regiunea, a cărei moștenire istorică este una strâmbă, este caracterizată de o eterogenitate crescută din punct de vedere etnic, religios și social și economic. Acest fond stă la baza a numeroase conflicte și stări de tensiune, majoritatea fiind interne cadrului zonal. Cu toate acestea multe dintre ele sunt alimentate din exterior. Mai mult, populația regiunii are un nivel de trai extrem de scăzut. Drept efect al acestor condiții, riscurile potențiale existente asociate zonei sunt deosebite și sunt reprezentate de posibilitatățile intensificării prezenței militare, exodului de populație, lipsei controlului spațiilor naționale și etnice, proliferării crimei organizate, a traficului de droguri, de persoane și de organe umane.
Ies astfel, din acest punct de vedere în evidență relațiile româno – ucrainene, problema transnistreana, relațiile ruso-ucrainene⁠(en)[traduceți], conflictele interne din Caucazul de Sud și problemele existente în Turcia, o parte dintre conflictele enumerate în proximitatea Mării Negre având caracter de conflicte înghețate⁠(en)[traduceți].

### Spațiu al paradoxurilor
Alături de eterogenitate, paradoxul pare să caracterizeze mediul de securitatre al ZEMN.

### Spațiu al cooperării
Există organizații regionale care încearcă să promoveze în zonă cooperarea, precum Organizația de Cooperare Economică la Marea Neagră și Forumul Mării Negre pentru Dialog și Parteneriat⁠(en)[traduceți].